# Banco de la Reserva Federal de Dallas

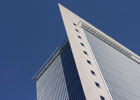
Edificio del Banco de la Reserva Federal de Dallas.

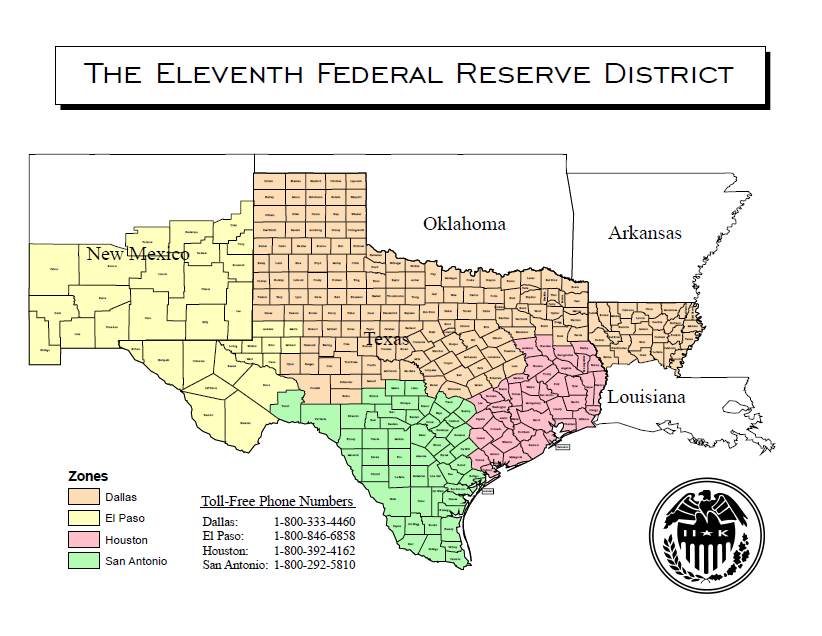
Mapa del Distrito XI

El Banco de la Reserva Federal de Dallas cubre el Undécimo Distrito del Sistema de la Reserva Federal de los Estados Unidos, que incluye Texas, el norte de Luisiana y el sur de Nuevo México. Tiene oficinas en El Paso, Houston y San Antonio. El banco se encuentra propiamente en el área superior de Oak Lawn, justo al norte del centro de Dallas.
En 1914, Dallas fue seleccionada para ser la sede del Undécimo Distrito, una decisión que fue sorpresiva. Originalmente, Nueva Orleans era considerada como favorita; sin embargo, a pesar de que ambas ciudades tenían operaciones bancarias similares, la actividad en Dallas iba en aumento, mientras que en Nueva Orleans se mantenía en el mismo nivel. Por lo tanto, Dallas fue escogida.

Logo de ETA.

La Fed de Dallas es el procesador central de cupones del Tesoro y administra el programa Electronic Transfer Account (ETA) (Cuenta de Transferencia Electrónica). Además, procesa cheques para receptores de beneficios federales.
La Fed de Dallas también se enfocó en la investigación relacionada con maquiladoras y otros aspectos de la economía entre México y los Estados Unidos.
El presidente, desde 2005, es Richard W. Fisher, el antiguo vicepresidente de Kissinger and Associates. Su predecesor, quien sirvió desde 1991-2005, fue Robert D. MacTeer.